# Граббс, Роберт
Ро́берт Граббс (англ. Robert Howard Grubbs, 27 февраля 1942, округ Маршалл, Кентукки, США — 19 декабря 2021) — американский химик, лауреат Нобелевской премии по химии за 2005 год (совместно с Ричардом Шроком и Ивом Шовеном) с формулировкой «за вклад в развитие метода метатезиса в органическом синтезе».
Член Национальных Академии наук (1989) и Инженерной академии (2015) США, иностранный член Китайской академии наук (2015) и Лондонского королевского общества (2017).

## Биография
Роберт Граббс родился 27 февраля 1942 г. в Говардс-Гроув, сельской местности, расположенной между Келверт-Сити и Поссум-Трот в Кентукки. Жизнь на ферме воспитала в нем интерес к машинам и строительству, что в конечном итоге проложило его путь к карьере химика-синтетика. Во время учебы в Университете Флориды под руководством профессора Мерла Баттисты Граббс проявлял интерес к изучению механизмов реакций.
Граббс получил степень бакалавра химии в 1963 году и степень магистра в 1965 году в Университете Флориды. Степень доктора философии Граббс получил в 1968 году в Колумбийском университете под руководством профессора Рональда Бреслоу, за свои исследования о стабилизации реакционноспособных антиароматических соединений посредством комплексообразования. На протяжении всей своей карьеры Граббс внес значительный вклад в развитие металлоорганической химии.
Исследования комплексов циклобутадиена с железом, проведенные в лаборатории Бреслоу, повлияли на решение Граббса заняться дальнейшей академической деятельностью в Стэнфордском университете под руководством профессора Джеймса Коллмана, видного деятеля в области металлоорганических соединений железа. После непродолжительной работы в Национальном институте здравоохранения (1968–1969) под руководством Коллмана Граббс начал преподавать в Мичиганском университете. Его исследования были сосредоточены на катализируемой металлами реакции метатезиса. Первоначально Граббс был заинтригован тонкостями механизма этой реакции, но впоследствии занимался улучшением процесса и расширением его применения. В 1978 году он стал сотрудником Калифорнийского технологического института.
Основными объектами исследований Граббса в металлоорганической химии и синтезе являлись катализаторы и, в особенности катализаторы Граббса, используемые, в частности, в метатезисе олефинов. Также Граббс внёс значительный вклад в исследование «живой» полимеризации.
В 2016 году Роберт Граббс подписал открытое письмо нобелевских лауреатов с призывом к Greenpeace, Организации Объединенных Наций и правительствам всего мира прекратить борьбу с генетически модифицированными организмами (ГМО).
Роберт Граббс скончался 19 декабря 2021 года из-за сердечного приступа, возникшего в результате осложнений, связанных с лечением рака.

## Научная деятельность
Предложенный Граббсом механизм метатезиса олефинов первоначально включал неоднозначное промежуточное соединение с четырьмя группами CRR' из алкенов, расположенными вокруг металла с пунктирными линиями, обозначающими изменения связей. Эксперименты с использованием алкенов, меченных дейтерием, с вольфрамовым катализатором показали, что группы M=CRR' и металлоциклы являются вероятными промежуточными продуктами в реакции метатезиса олефинов.
В 1978 году переезд Граббса в Калифорнийский технологический институт в сочетании с программой Джона Беркоу сделал Калифорнийский технологический институт центром металлоорганической химии. В течение этого периода еще не были выделены соединения M=CRR', обладающие каталитической активностью в реакциях метатезиса. Однако, группе Граббса удалось изолировать и охарактеризовать изобутиленовое кольцо, полученное с использованием в качестве прекурсора реагента Теббе – металлоценового комплекса титана, проявляющего метатезисную активность при активации 4‑диметиламинопиридином. Граббс, используя способность реагента Теббе превращать карбонильные соединения в алкены в многочисленных экспериментах, продемонстрировал универсальность его применения по сравнению с традиционным методом получения алкенов с использованием илидов фосфора — реакцией Виттига.
Интерес Граббса к полимерам побудил его исследовать металлоорганические катализаторы на основе полимеров. В ходе исследований Граббс продемонстрировал, что полученные им металлоциклы могут инициировать живую полимеризацию норборнена, напряженного циклического алкена. Метод Граббса с использованием металлоциклов открыл новые направления исследований живой полимеризации, особенно в синтезе проводящих полимеров с использованием полимеризации метатезисом с раскрытием циклических олефинов (ROMP).
Попытки выделить катализаторы, основанные на соединениях поздних переходных металлов, обладающих метатезисной активностью, начались еще в 1980 году. Было обнаружено, что хлорид рутения (III) обладает высокой активностью в реакциях ROMP. В 1995 году Граббс представил катализатор Граббса первого поколения, полученный путем реакции хлорида рутения (II) с 3,3-дифенилциклопропеном. В течение следующих 25 лет Граббс разработал различные активные рутениевые катализаторы с различной селективностью и водорастворимостью. Широкое применение нашли катализаторы первого, второго и третьего поколений, а также более стабильные катализаторы, разработанные группой Амира Ховейды.
Исследования Роберта Граббса в области метатезиса олефинов привели к значительному прогрессу в синтезе полимеров и их промышленном применении. Его катализаторы позволили создавать полимеры, содержащие пептиды, углеводы и нуклеиновые кислоты, что расширило возможности использования полимеров в биологических целях.
Помимо метатезиса, Граббс также разработал новые условия для проведения значительно улучшенной реакции анти-Марковниковского Вакер-процесса и окислительно-восстановительные каталитические циклы, превращающие терминальные алкены в первичные спирты, а также занимался инновационными исследованиями, такими как разработка полимеров для каталитического восстановления углекислого газа и создание синтетических полимеров для лечения катаракты.

## Семья
Во время учебы в Колумбийском университете Граббс познакомился со своей будущей женой Хелен О'Кейн, работавшей логопедом в начальной школе, с которой у него родилось трое детей: Барни (1972 г.р.), Брендан Х. (1974 г.р.) и Кэтлин (Кэти) (1977 г.р.).

## Награды и отличия
- Золотая медаль Нагои[яп.] (1997)
- Edgar Fahs Smith Lecture, Пенсильванский университет (1998)
- Медаль Бенджамина Франклина по химии (2000)
- Премия Герберта Брауна (англ. ACS Herbert C. Brown Award for Creative Research in Synthetic Methods) (2001)
- Премия имени Артура Коупа (2002)
- Медаль Толмана[англ.] (2002)
- Tetrahedron Prize[англ.] (2003)
- Премия столетия (2004)
- Bristol-Myers Squibb Award[англ.] (2004)
- Нобелевская премия по химии (2005, совместно с Ричардом Шроком и Ивом Шовеном)
- Золотая медаль Пауля Каррера[англ.] (2005)
- Золотая медаль Американского института химиков[англ.] (2010)
- Введен в Florida Inventors Hall of Fame[англ.] (2015)
- Ira Remsen Award (2017)